# Вайт-Сеттлмент (Техас)
Вайт-Сеттлмент (англ. White Settlement) — місто (англ. city) в США, в окрузі Таррант штату Техас. Населення — 18 269 осіб (2020).

## Географія
Вайт-Сеттлмент розташований за координатами 32°45′18″ пн. ш. 97°27′38″ зх. д. / 32.75500° пн. ш. 97.46056° зх. д. (32.755053, -97.460687).  За даними Бюро перепису населення США в 2010 році місто мало площу 13,08 км², з яких 13,07 км² — суходіл та 0,01 км² — водойми.

## Демографія
Згідно з переписом 2010 року, у місті мешкало 16 116 осіб у 5987 домогосподарствах у складі 3893 родин. Густота населення становила 1233 особи/км².  Було 6630 помешкань (507/км²).
Расовий склад населення:
| - 80,3 % — білих - 4,7 % — чорних або афроамериканців - 1,6 % — азіатів - 0,9 % — корінних американців - 0,1 % — вихідців з тихоокеанських островів - 9,2 % — осіб інших рас |

До двох чи більше рас належало 3,1 %. Частка іспаномовних становила 25,0 % від усіх жителів.
За віковим діапазоном населення розподілялося таким чином: 26,5 % — особи молодші 18 років, 60,5 % — особи у віці 18—64 років, 13,0 % — особи у віці 65 років та старші. Медіана віку мешканця становила 34,7 року. На 100 осіб жіночої статі у місті припадало 95,3 чоловіків;  на 100 жінок у віці від 18 років та старших — 91,4 чоловіків також старших 18 років.
Середній дохід на одне домашнє господарство  становив 49 602 долари США (медіана — 39 333), а середній дохід на одну сім'ю — 56 198 доларів (медіана — 47 880). Медіана доходів становила 36 075 доларів для чоловіків та 27 647 доларів для жінок. За межею бідності перебувало 20,1 % осіб, у тому числі 31,3 % дітей у віці до 18 років та 6,5 % осіб у віці 65 років та старших.
Цивільне працевлаштоване населення становило 7747 осіб. Основні галузі зайнятості: роздрібна торгівля — 16,5 %, освіта, охорона здоров'я та соціальна допомога — 15,6 %, виробництво — 14,1 %.